# Murcia acaroides
Murcia acaroides är en kvalsterart som beskrevs av Koch 1835. Murcia acaroides ingår i släktet Murcia och familjen Ceratozetidae. Inga underarter finns listade i Catalogue of Life.